# Веддоидная раса

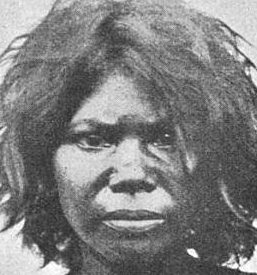
Изображение женщины народа веддов, которое приводится в классическом исследовании Ж. Деникера «Человеческие расы» (1900) как типичное

Веддо́идная ра́са (также цейлоно-зондская раса, веддоиды) — одна из человеческих рас. Распространена небольшими островными ареалами в Индии, Шри-Ланке, Малайзии и Индонезии. Относится к так называемым малым расам. Вместе с малой австралоидной расой включается в состав большой веддо-австралоидной расы. В популяционно-генетических классификациях в рамках австралоидной расовой ветви сближается также с меланезийской, курильской (айнской) и другими локальными расами. В составе веддоидной расы выделяются собственно веддоидный (зондский) и более высокорослый бадарийский (деканский) антропологические типы. Первый из них распространён на островах, второй — в континентальных районах Южной Азии. Популяции предков веддоидов и австралоидов сформировались, по-видимому, в восточной части тропического пояса Старого Света — от Индостана до Индокитая и Малайского архипелага. Веддоиды послужили одной из основ наряду с южными европеоидами при формировании южноиндийской (дравидийской) переходной расы.

## Классификация
В. В. Бунак разделял веддоидов на две расы — веддоидную и бадарийскую. Вместе эти близкие по антропологическим признакам расы образуют в его классификации континентальную ветвь южного расового ствола. В пределах этого ствола континентальная ветвь противопоставлена древнеиндонезийской ветви с курильской, полинезийской, индонезийской и австралийской расами. Г. Ф. Дебец объединял веддоидную и близкую ей австралоидную расу вместе с меланезийской, негритосской и тасманийской в одну расовую подветвь, которая, в свою очередь, вместе с курильской (айнской) и южноиндийской расами составляли океаническую ветвь большой негро-австралоидной расы. Веддоидная раса в данной классификации разделена на зондский и деканский антропологические типы, в первом из них отмечено влияние тихоокеанских монголоидов, в первую очередь представителей южномонголоидной расы, во втором — влияние индо-афганской европеоидной и южноиндийской рас. В исследованиях Я. Я. Рогинского и М. Г. Левина веддоидная (цейлоно-зондская) малая раса вместе с бушменской, негрильской, негрской, меланезийской и австралийской расами включены в состав большой экваториальной (австрало-негроидной) расы.

## Распространение
Веддоидная малая раса распространена, в том числе и в качестве субстрата, в западной части территории формирования веддо-австралоидной расы. Самыми типичными представителями веддоидной расы принято считать ряд народов и этнических групп, населяющих Восточную Индию и Шри-Ланку. К ним относят живущих в основном в тропических лесах бирхоров, гондов, веддов и некоторые другие этнические общности. Также представители веддоидной расы встречаются среди населения Южной Индии — в этом регионе популяции веддоидной и южноиндийской рас образуют своего рода мозаичный ареал. Частично в виде примеси веддоидные признаки отмечаются в отдельных популяциях у представителей индо-средиземноморской европеоидной расы в Северной Индии. В языковом отношении народы Индии, для которых характерны черты веддоидной расы, относятся к разным языковым группам и семьям — бхилы говорят на индоарийском языке бхили, бирхоры и некоторые другие народы из группы мунда говорят на австроазиатских языках, гонды и другие дравидийские народы говорят на языках дравидийской семьи. В Шри-Ланке ведды говорят на индоарийском сингальском языке и дравидийском тамильском языке. Представители веддоидной расы Юго-Восточной Азии встречаются в виде небольших популяций в ареале южноазиатской расы в Малайзии (сенои, говорящие на мон-кхмерских языках), в Индонезии (кубу и лубу Суматры, тоала и лоинанги Сулавеси, каяны Калимантана и другие малочисленные народы, например, аборигены острова Бутунг) и, возможно, также во Вьетнаме и Камбодже среди некоторых групп горных чамов. Отдельные веддоидные черты могут прослеживаться и у других народов в области распространения южноазиатской расы. Кроме того, веддоидные черты встречаются среди некоторых групп населения в Западной Азии, в частности, у бедуинов Хадрамаута в Йемене. Судя по данным находок в некрополе города Гонур-Депе (восточные районы Туркмении), в древности ареал веддоидной расы мог распространяться не только далеко на запад, но и на север вплоть до Средней Азии. Скорее всего, в прошлом ареал веддоидной расы занимал значительно бо́льшую территорию и был при этом в значительной мере непрерывным.

## Признаки
Веддоидная малая раса характеризуется следующими признаками:
- смуглая кожа (более светлая, чем у остальных австралоидов);
- чёрный цвет радужки глаз; глаза крупные, но глубоко посаженные;
- чёрный цвет волос; волосы узковолнистые, иногда прямые (у популяций с примесью монголоидов);
- малое или умеренное развитие третичного волосяного покрова на теле, средний или сравнительно сильный рост усов и бороды;
- меньшие размеры головы и лица в сравнении с австралоидами;
- средневысокая верхняя губа, сильное развитие слизистой губ;
- прямой лоб, слабое развитие надбровного рельефа;
- широкий и уплощённый нос;
- рост средний или низкий, в частности, у мужчин-веддов рост в среднем составляет 156 см (веддоиды на островах, как правило ниже по росту, чем веддоиды, живущие на континенте в Индии);
- удлинённые пропорции тела (грацильное телосложение).

От представителей австралийской малой расы веддоидов отличают более светлые оттенки кожи; слабее развитый третичный волосяной покров на лице и теле; меньшие размеры головы и лица; отсутствие развитого надбровья; меньший прогнатизм; менее широкий нос; меньшая длина тела и некоторые другие особенности. В целом веддоидную расу можно описать как грацильный вариант австралоидной расы. Грацильность у веддоидов (в сравнении с австралоидами) проявляется прежде всего в строении черепа. Между тем, у некоторых групп веддоидов, например, у гондов абсолютные размеры черепа выше, чем у австралийских аборигенов.
Утверждение о том, что веддоиды сохранили некие древние черты в своём облике является, по мнению С. В. Дробышевского, ошибочным. Например, такая особенность, признаваемая древней, как малые размеры черепа на самом деле является сравнительно поздно сформировавшимся признаком, поскольку у верхнепалеолитических предков веддоидов черепа были намного крупнее. Не являются древними также низкий свод черепа и его грацильность. Такие адаптивные признаки, сложившиеся в результате приспособления к тропическому климату, как цвет кожи, ширина носа, толщина губ также не могут быть исходными признаками. Вероятнее всего, накопление специфических неадаптивных черт и формирование современного облика веддоидов произошло в сравнительно недавнее время.

## Антропологические типы
В составе веддоидной расы выделяют два антропологических типа. В классификации В. В. Бунака они упоминаются под названиями собственно «веддоидный» и «бадарийский», у Г. Ф. Дебеца по отношению к ним используются термины «зондский» и «деканский». Бадарийский (деканский) тип распространён в континентальной части Индии и Индокитая. От островного собственно веддоидного типа бадарийский тип отличается более высоким ростом его представителей и наличием у них примесей европеоидной и монголоидной рас. Среди прочих веддоидов бадарийского типа выделяются кадары из Центральной Индии, у которых отмечается распространение курчавых волос (возможно, этот признак унаследован ими от популяций и групп меланезийской расы). Название «бадарийский» связано с могильником времён неолита Бадари в Верхнем Египте (4400—4000 годы до н. э.), строение черепов из которого было признано схожим со строением черепов современных веддоидов. Веддоидный (зондский) тип представлен на острове Шри-Ланка и островах Зондского архипелага. Наиболее ярко черты данного типа представлены у веддов Шри-Ланки — им свойственен сравнительно низкий рост и максимальная выраженность всех веддоидных признаков.